# Alex Renfroe
Gregory Alex Renfroe (ur. 23 maja 1986 w Hermitage) – amerykański koszykarz, występujący na pozycjach rozgrywającego lub rzucającego obrońcy, posiadający także bośniackie obywatelstwo, reprezentant tego kraju, obecnie zawodnik San Pablo Burgos.

## Osiągnięcia
Stan na 15 września 2020, na podstawie, o ile nie zaznaczono inaczej.

### NAIA
- Zaliczony do I składu NAIA (2006)

### NCAA
- Uczestnik turnieju NCAA (2008)
- Mistrz:
  - turnieju konferencji Atlantic Sun (2008)
  - sezonu regularnego Atlantic Sun (2008)
- Zawodnik roku konferencji Atlantic Sun (2009)[6]
- Zaliczony do:
  - I składu:
    - Atlantic Sun (2009)
    - turnieju Atlantic Sun (2009)

  - honorable mention All-American (2009 przez Associated Press)

### Drużynowe
- Mistrz:
  - Niemiec (2013)
  - Chorwacji (2011)
  - II ligi włoskiej (2012)
- Wicemistrz:
  - Serbii (2019)
  - Łotwy (2010)
- Zdobywca pucharu:
  - Serbii (2019)
  - Chorwacji (2011)
  - II ligi włoskiej (Lega Due Cup – 2012)
- Finalista:
  - Pucharu Niemiec (2016)
  - Superpucharu Hiszpanii (2016)
- Uczestnik rozgrywek międzynarodowych:
  - Euroligi (2014–2017, 2019/2020)
  - Eurocup (2015/2016, 2017–2019)
  - EuroChallenge (2009–2011)
  - Ligi Bałtyckiej (2009/2010)
  - VTB (2009/2010, 2013/2014, 2019/2020)

### Indywidualne
- MVP:
  - Ligi Bałtyckiej (2010)
  - Pucharu Serbii (2019)
  - miesiąca VTB (grudzień 2013)
  - kolejki Euroligi (13 – TOP16 – 2014/2015)
- Uczestnik meczu gwiazd ligi:
  - niemieckiej (2016)
  - łotewskiej (2010)
- Zaliczony do I składu ligi niemieckiej (2015)
- Lider:
  - Ligi Bałtyckiej w zbiórkach (2010)
  - w asystach ligi:
    - łotewskiej (2010)
    - EuroChallenge (2010)

  - w przechwytach ligi chorwackiej (2011)

### Reprezentacja
- Uczestnik:
  - mistrzostw Europy (2015 – 23. miejsce)
  - kwalifikacji do mistrzostw świata (2019)